# Torremenga
Torremenga è un comune spagnolo di 603 abitanti situato nella comunità autonoma dell'Estremadura.